# John Whetton
John Whetton (Reino Unido, 6 de septiembre de 1941) fue un atleta británico especializado en la prueba de 1500 m, en la que consiguió ser campeón europeo en 1969.

## Carrera deportiva
En el Campeonato Europeo de Atletismo de 1969 ganó la medalla de oro en los 1500 metros, corriéndolos en un tiempo de 3:39.4 segundos que fue récord de los campeonatos, llegando a meta por delante del irlandés Frank Murphy y del polaco Henryk Szordykowski (bronce con 3:39.8 segundos).